# ۱۳۶۹ (قمری)
۱۳۶۹ (قمری)، هزار و سیصد و شصت و نهمین سال در گاهشماری هجری قمری است. اول محرم این سال برابر با بیست و چهارم اکتبر سال ۱۹۴۹ میلادی است.

## مناسبت‌ها
هومن اسدی ولاشدی

## وابسته
- سید مرتضی نجومی
- سید محمد صدر